# Players Championship de 2004
O Players Championship de 2004 foi a trigésima primeira edição do Players Championship, realizada entre os dias 25 e 28 de maio no PC Sawgrass de Ponte Vedra Beach, na Flórida, Estados Unidos. Aos 23 anos, o australiano Adam Scott conquista o seu segundo título da PGA Tour. Ele marcou 276 tacadas, 12 abaixo do par.

## Local do evento
Esta foi a vigésima terceira edição realizada no campo do Estádio TPC Sawgrass, em Ponte Vedra Beach, Flórida.